# Escuma quàntica
L'escuma quàntica, també anomenada com escuma espaitemps, és un concepte relacionat amb la mecànica quàntica, concebut per John Wheeler el 1955. L'escuma seria suposadament la fundació del teixit de l'univers, però també s'utilitza el terme com una descripció qualitativa de les turbulències de l'espaitemps subatòmic, que tenen lloc a distàncies extremadament petites, de l'ordre de la longitud de Planck. En aquesta escala de temps i espai, el principi d'incertesa permet que les partícules i l'energia existeixin breument, per aniquilar-se posteriorment, sense violar les lleis de conservació de massa i energia. Com que l'escala d'espai i temps es veu reduïda, l'energia de les partícules virtuals es veu incrementada, i ja que l'energia corba l'espaitemps, d'acord amb la teoria de la relativitat general d'Einstein, això suggereix que, a escales prou petites, l'energia de les fluctuacions seria prou elevada per a causar sortides significatives d'aquesta energia des de l'espaitemps llis vist des d'una escala major, cosa que li donaria a l'entramat espaciotemporal un caràcter "escumós". No obstant això, sense una teoria completa de la gravetat quàntica, és impossible saber com s'apreciaria l'espaitemps a aquestes escales, ja que es pensa que les teories existents no podrien fer prediccions gaire precises en aquest context.

## Relació amb altres teories
L'escuma quàntica és, en teoria, creada per partícules virtuals de molt alta energia. Les partícules virtuals són descrites, en la teoria quàntica de camps, com partícules que sorgeixen breument per ser ràpidament aniquilades durant la interacció entre partícules, de manera que afecten les mesures d'aquesta interacció, tot i que les partícules virtuals mai no són directament observades. Aquestes partícules també poden aparèixer i aniquilar-se en breus espais de temps en l'espai buit, i aquestes fluctuacions del buit afecten les mateixes propietats del buit, i donen lloc a una energia no zero coneguda com a energia del buit, un tipus d'energia del punt zero (no obstant això, els físics no estan segurs de la magnitud d'aquesta energia). L'efecte Casimir també pot ser comprès en termes del comportament de partícules virtuals en l'espai buit entre dues superfícies paral·leles. De manera ordinària, la teoria quàntica de camps no tracta sobre partícules virtuals amb energia suficient per a corbar l'espaitemps de manera significativa; així, l'escuma quàntica és una extensió especulativa d'aquests conceptes que hipotetitzen les conseqüències d'aquestes partícules virtuals d'alta energia a longituds i períodes extremadament petits. L'espaitemps escumós semblaria una complexa i turbulenta tempesta al mar. Alguns físics teoritzen i especulen sobre la possible formació de forats de cuc en aquesta escuma, així com la possibilitat de creació d'un hiperespai que connecti amb altres universos paral·lels.